# Castello Lukeba
Castello Lukeba, född 17 december 2002 i Lyon, är en fransk fotbollsspelare.

## Karriär
Castello Lukeba inledde sin seniorkarriär i Lyons B-lag år 2020. Han debuterade i dess A-lag 2021. Sedan 2023 spelar han i RB Leipzig. Han har representerat Frankrike på flera ungdomsnivåer sedan 2018. Vid olympiska sommarspelen 2024 i Paris ingick han i det franska laget som tog silver efter att ha förlorat finalen mot Spanien.